# Valmondois
Valmondois egy község Franciaországban. Lakosainak száma 1209 fő (2022. január 1.).

## Földrajza
Valmondois Nesles-la-Vallée, Butry-sur-Oise, Auvers-sur-Oise, L’Isle-Adam és Parmain községekkel határos.